# Myrsine angusta
Myrsine angusta är en viveväxtart som beskrevs av Jackes. Myrsine angusta ingår i släktet Myrsine och familjen viveväxter. Inga underarter finns listade i Catalogue of Life.